# Ismaïl Rashid
Ismaïl Rashid (né le 27 octobre 1972 aux Émirats arabes unis) est un joueur de football international émirati, qui évoluait au poste de défenseur.

## Biographie

### Carrière en sélection
Avec l'équipe des Émirats arabes unis, il joue 48 matchs (pour 6 buts inscrits) entre 1992 et 2000. Il figure notamment dans le groupe des sélectionnés lors de la Coupe d'Asie des nations de 1996.
Il dispute également la Coupe des confédérations de 1997. Lors de cette compétition, il joue contre l'Urugay, l'Afrique du Sud et la République tchèque.
Il joue enfin 19 matchs comptant pour les qualifications de la coupe du monde.

## Palmarès
| Al Wasl - Championnat des Émirats arabes unis (2) : - Champion : 1991-92 et 1996-97. - Vice-champion : 1992-93. - Coupe des Émirats arabes unis : - Finaliste : 1999-00. - Coupe de la UAEFA (1) : - Vainqueur : 1993. |  | Émirats arabes unis - Coupe d'Asie des nations : - Finaliste : 1996. |